# Kallstroemia hirsutissima
Kallstroemia hirsutissima är en pockenholtsväxtart som beskrevs av Vail in Small. Kallstroemia hirsutissima ingår i släktet Kallstroemia och familjen pockenholtsväxter. Inga underarter finns listade i Catalogue of Life.